# Oxalis thelyoxys
Oxalis thelyoxys là một loài thực vật có hoa trong họ Chua me đất. Loài này được Focke mô tả khoa học đầu tiên năm 1889.